# Trisselwand
Die Trisselwand (auch Trisselberg und Trisselkogel) ist ein 1754 m hoher Berg im Toten Gebirge in Österreich. Der rund 1.000 Meter über dem Altausseer See aufragende Berg mit seiner markanten, rund 600 Meter hohen Felswand gilt neben dem Loser als Hausberg der Gemeinde Altaussee. Der markante Westpfeiler, auch Preußpfeiler, trennt die Westwand von der Südwestwand.

## Name
Der Name Trissel(-wand) leitet sich höchstwahrscheinlich von altslavisch „drstelj“ (= Kalk, zerkleinertes Gestein, Sand) ab.

## Sagen
Hoch oben in der Trisselwand ist das auffällige Trisselbergloch, eine Halbhöhle. Der Sage nach wohnten dort früher die Wildfrauen. Heute sollen in der Höhle die Miglon [miɡlɔn] hausen.

## Routen zum Gipfel
- Vom Altausseer Ortszentrum (712 m) über den Tressensattel (963 m) am Weg Nr. 233, Gehzeit rund 4 Stunden.
- Kletterrouten durch die Trisselwand-Westwand und -Südwestwand (III+ bis VII-)[4][5], Einstieg bei der Gamsstelle (1300 m).

Die Südwestwand wurde 1906 von Karl Greenitz, Franz Kleinhans und Hans Reinl über den Reinlweg (III und II) erstmals begangen, der Westpfeiler 1911 von Paul Preuß mit Grete Loew und Hans Hüdl im Freikletterstil (V und IV) bezwungen und die Westwand schließlich 1935 von Kurt Reifschneider und Franz Krippner (V).